# Limnias shiawasseensis
Limnias shiawasseensis is een raderdiertjessoort uit de familie Flosculariidae. De wetenschappelijke naam van deze soort is voor het eerst geldig gepubliceerd in 1888 door Kellicott.